# Lega Nazionale A 2011 (football americano)
La Lega Nazionale A 2011 è stata la 26ª edizione del campionato di football americano di primo livello, organizzato dalla SAFV.

## Squadre partecipanti
| Club                    | Città    | Stadio | Sponsor ufficiale | Risultato nella stagione 2010 |
| ----------------------- | -------- | ------ | ----------------- | ----------------------------- |
| Gladiators Beider Basel | Basilea  |        |                   | Finalisti LNA                 |
| Basel Meanmachine       | Basilea  |        |                   | Vincitori Lega B              |
| Bern Grizzlies          | Berna    |        |                   | Semifinalisti LNA             |
| Cineplexx Blue Devils   | Hohenems |        |                   | Semifinalisti LNA             |
| Calanda Broncos         | Coira    |        |                   | Vincitori XXV Swiss Bowl      |
| Zürich Renegades        | Zurigo   |        |                   | Quinto posto in LNA           |

## Stagione regolare

### Calendario

#### 1ª giornata
| Hohenems 27 marzo 2011 | Cineplexx Blue Devils | 40 – 24 | Gladiators Beider Basel | Stadion Herrenried |

| Coira 27 marzo 2011 | Calanda Broncos | 40 – 0 (7-0 13-0 13-0 7-0) | Bern Grizzlies | Stadion Ringstrasse |
| S. Glavic Q1 ( TD ) 95yd kickoff return Klostermann Q1 ( pat ) Gasser Q2 ( TD ) 5yd run Klostermann Q2 ( pat ) S. Glavic Q2 ( TD ) 71yd pass from Barnes S. Glavic Q3 ( TD ) 8yd run Klostermann Q3 ( pat ) S. Glavic Q3 ( TD ) 23yd pass from Barnes S. Glavic Q4 ( TD ) 42yd pass from M. Glavic Klostermann Q4 ( pat ) Marcatori |                 |                            |                |                     |
| |                 |                            |                |                     |
| S. Glavic Q1 (TD) 95yd kickoff return Klostermann Q1 (pat) Gasser Q2 (TD) 5yd run Klostermann Q2 (pat) S. Glavic Q2 (TD) 71yd pass from Barnes S. Glavic Q3 (TD) 8yd run Klostermann Q3 (pat) S. Glavic Q3 (TD) 23yd pass from Barnes S. Glavic Q4 (TD) 42yd pass from M. Glavic Klostermann Q4 (pat)                               | Marcatori       |                            |                |                     |

#### 2ª giornata
| Basilea 2 aprile 2011 | Gladiators Beider Basel | 15 – 34 (0-6 7-21 0-7 8-0) | Calanda Broncos | Grossmatt |
| ? Q2 ( TD ) 38yd pass from Vogler ? Q2 ( pat ) ? Q4 ( TD ) 7yd pass from Vogler ? Q4 ( tpc ) Marcatori Gasser Q1 ( TD ) 30yd run S. Glavic Q2 ( TD ) 60yd pass from Barnes S. Glavic Q2 ( tpc ) Chandler Q2 ( TD ) 12yd pass from Barnes Klostermann Q2 ( pat ) Wolfe Q2 ( TD ) 70yd lateral from Hammer after interception return Fellberius Q3 ( TD ) 6yd run Klostermann Q3 ( pat ) |                         | |                 |           |
| |                         | |                 |           |
| ? Q2 (TD) 38yd pass from Vogler ? Q2 (pat) ? Q4 (TD) 7yd pass from Vogler ? Q4 (tpc) | Marcatori               | Gasser Q1 (TD) 30yd run S. Glavic Q2 (TD) 60yd pass from Barnes S. Glavic Q2 (tpc) Chandler Q2 (TD) 12yd pass from Barnes Klostermann Q2 (pat) Wolfe Q2 (TD) 70yd lateral from Hammer after interception return Fellberius Q3 (TD) 6yd run Klostermann Q3 (pat) |                 |           |

| Witikon 3 aprile 2011 | Zürich Renegades | 7 – 8 | Bern Grizzlies | Sportplatz Looren |

| Basilea 3 aprile 2011 | Basel Meanmachine | 18 – 34 | Cineplexx Blue Devils | Pruntrutermatte |

#### 3ª giornata
| Igis 10 aprile 2011 | Calanda Broncos | 48 – 6 (20-0 13-0 2-0 13-6)             | Zürich Renegades | Stadion Rossried |
| Birungi Q1 ( TD ) 10yd pass from Barnes Klostermann Q1 ( pat ) Chandler Q1 ( TD ) 8yd pass from Barnes Fellberius Q1 ( TD ) 2yd run Klostermann Q1 ( pat ) Chandler Q2 ( TD ) 20yd pass from Barnes Klostermann Q2 ( pat ) Haritonenko Q2 ( TD ) 63yd interception return Team Q3 ( saf ) penalty S. Glavic Q4 ( TD ) 26yd pass from Barnes Klostermann Q4 ( pat ) Wolfe Q4 ( TD ) 60yd interception return Marcatori Markey Q4 ( TD ) 28yd pass from Patterson |                 |                                         |                  |                  |
| |                 |                                         |                  |                  |
| Birungi Q1 (TD) 10yd pass from Barnes Klostermann Q1 (pat) Chandler Q1 (TD) 8yd pass from Barnes Fellberius Q1 (TD) 2yd run Klostermann Q1 (pat) Chandler Q2 (TD) 20yd pass from Barnes Klostermann Q2 (pat) Haritonenko Q2 (TD) 63yd interception return Team Q3 (saf) penalty S. Glavic Q4 (TD) 26yd pass from Barnes Klostermann Q4 (pat) Wolfe Q4 (TD) 60yd interception return                                                                             | Marcatori       | Markey Q4 (TD) 28yd pass from Patterson |                  |                  |

| Berna 10 aprile 2011 | Bern Grizzlies | 49 – 40 | Gladiators Beider Basel | Sportmatte |

#### 4ª giornata
| Basilea 17 aprile 2011 | Gladiators Beider Basel | 34 – 22 | Basel Meanmachine | Stadio di atletica leggera Sankt Jakob |

| Berna 17 aprile 2011 | Bern Grizzlies | 14 – 20 (0-6 0-6 7-0 7-8)                            | Cineplexx Blue Devils | Stade de Suisse |
| ? Q3 ( TD ) ? Q3 ( pat ) ? Q4 ( TD ) ? Q4 ( pat ) Marcatori ? Q1 ( TD ) Jesacher Q2 ( TD ) pass ? Q4 ( TD ) ? Q4 ( tpc ) |                |                                                      |                       |                 |
| |                |                                                      |                       |                 |
| ? Q3 (TD) ? Q3 (pat) ? Q4 (TD) ? Q4 (pat)                                                                                | Marcatori      | ? Q1 (TD) Jesacher Q2 (TD) pass ? Q4 (TD) ? Q4 (tpc) |                       |                 |

#### 5ª giornata
| Basilea 23 aprile 2011 | Basel Meanmachine | 20 – 35 | Zürich Renegades | Pruntrutermatte |

#### 6ª giornata
| Hohenems 1º maggio 2011 | Cineplexx Blue Devils | 36 – 37 (0-9 22-6 7-8 7-14) | Calanda Broncos | Stadion Herrenried |
| Jennings Q2 ( TD ) 10yd pass from Niekamp ? Q2 ( tpc ) Steffani Q2 ( TD ) 31yd pass from Niekamp ? Q2 ( pat ) Steffani Q2 ( TD ) 12yd run ? Q2 ( pat ) Muggwyler Q3 ( TD ) 1yd run ? Q3 ( pat ) Muggwyler Q4 ( TD ) 6yd pass from Niekamp ? Q4 ( pat ) Marcatori S. Glavic Q1 ( TD ) 1yd run Hammer Q1 ( FG ) 27yd Robinson Q2 ( TD ) 76yd lateral from Hammer after interception return Birungi Q3 ( TD ) 25yd pass from M. Glavic Birungi Q3 ( tpc ) Robinson Q4 ( TD ) 84yd pass from M. Glavic Hammer Q4 ( pat ) M. Glavic Q4 ( TD ) 1yd run Hammer Q4 ( pat ) |                       | |                 |                    |
| |                       | |                 |                    |
| Jennings Q2 (TD) 10yd pass from Niekamp ? Q2 (tpc) Steffani Q2 (TD) 31yd pass from Niekamp ? Q2 (pat) Steffani Q2 (TD) 12yd run ? Q2 (pat) Muggwyler Q3 (TD) 1yd run ? Q3 (pat) Muggwyler Q4 (TD) 6yd pass from Niekamp ? Q4 (pat) | Marcatori             | S. Glavic Q1 (TD) 1yd run Hammer Q1 (FG) 27yd Robinson Q2 (TD) 76yd lateral from Hammer after interception return Birungi Q3 (TD) 25yd pass from M. Glavic Birungi Q3 (tpc) Robinson Q4 (TD) 84yd pass from M. Glavic Hammer Q4 (pat) M. Glavic Q4 (TD) 1yd run Hammer Q4 (pat) |                 |                    |

| Basilea 1º maggio 2011 | Basel Meanmachine | 18 – 28 | Bern Grizzlies | Pruntrutermatte |

#### 7ª giornata
| Witikon 8 maggio 2011 | Zürich Renegades | 48 – 18 | Basel Meanmachine | Sportplatz Looren |

| Basilea 8 maggio 2011 | Gladiators Beider Basel | 41 – 17 | Cineplexx Blue Devils | Stadio di atletica leggera Sankt Jakob |

#### 8ª giornata
| Berna 21 maggio 2011 | Bern Grizzlies | 16 – 30 | Zürich Renegades | Stade de Suisse |

| Hohenems 22 maggio 2011 | Cineplexx Blue Devils | 58 – 0 | Basel Meanmachine | Stadion Herrenried |

| Coira 22 maggio 2011 | Calanda Broncos | 36 – 20 (0-0 15-7 7-13 14-0)                                                                              | Gladiators Beider Basel | Stadion Ringstrasse |
| Wolfe Q2 ( TD ) 10yd run Klostermann Q2 ( pat ) Brisbane/Klostermann Q2 ( saf ) Wolfe Q2 ( TD ) 14yd run Brisbane Q3 ( TD ) 75yd fumble return Robinson Q3 ( pat ) Gasser Q4 ( TD ) 23yd run Robinson Q4 ( pat ) Gasser Q4 ( TD ) 23yd run Robinson Q4 ( pat ) Marcatori Pervis Q2 ( TD ) 3yd run Buscher Q2 ( pat ) Thompson Q3 ( TD ) 26yd run Pervis Q3 ( TD ) 4yd run Buscher Q3 ( pat ) |                 | |                         |                     |
| |                 | |                         |                     |
| Wolfe Q2 (TD) 10yd run Klostermann Q2 (pat) Brisbane/Klostermann Q2 (saf) Wolfe Q2 (TD) 14yd run Brisbane Q3 (TD) 75yd fumble return Robinson Q3 (pat) Gasser Q4 (TD) 23yd run Robinson Q4 (pat) Gasser Q4 (TD) 23yd run Robinson Q4 (pat) | Marcatori       | Pervis Q2 (TD) 3yd run Buscher Q2 (pat) Thompson Q3 (TD) 26yd run Pervis Q3 (TD) 4yd run Buscher Q3 (pat) |                         |                     |

#### 9ª giornata
| Witikon 29 maggio 2011 | Zürich Renegades | 13 – 27 | Gladiators Beider Basel | Sportplatz Looren |

#### 10ª giornata
| Basilea 4 giugno 2011 | Gladiators Beider Basel | 35 – 21 | Zürich Renegades | Stadio di atletica leggera Sankt Jakob |

| Coira 5 giugno 2011 | Calanda Broncos | 28 – 26 (14-6 14-12 0-0 0-8) | Cineplexx Blue Devils | Stadion Ringstrasse |
| Birungi Q1 ( TD ) 73yd pass from M. Glavic Robinson Q1 ( pat ) Gasser Q1 ( TD ) 8yd run Robinson Q1 ( pat ) Birungi Q2 ( TD ) 5yd pass from Moses Robinson Q2 ( pat ) S. Glavic Q2 ( TD ) 36yd pass from M. Glavic Robinson Q2 ( pat ) Marcatori Jennings Q1 ( TD ) 31yd pass from Niekamp Jennings Q2 ( TD ) 15yd pass from Niekamp Jennings Q2 ( TD ) 78yd pass from Niekamp Steffani Q4 ( TD ) 4yd pass from Niekamp Givens Q4 ( tpc ) sction |                 | |                       |                     |
| |                 | |                       |                     |
| Birungi Q1 (TD) 73yd pass from M. Glavic Robinson Q1 (pat) Gasser Q1 (TD) 8yd run Robinson Q1 (pat) Birungi Q2 (TD) 5yd pass from Moses Robinson Q2 (pat) S. Glavic Q2 (TD) 36yd pass from M. Glavic Robinson Q2 (pat) | Marcatori       | Jennings Q1 (TD) 31yd pass from Niekamp Jennings Q2 (TD) 15yd pass from Niekamp Jennings Q2 (TD) 78yd pass from Niekamp Steffani Q4 (TD) 4yd pass from Niekamp Givens Q4 (tpc) sction |                       |                     |

| Berna 5 giugno 2011 | Bern Grizzlies | 41 – 6 | Basel Meanmachine | Stadio di atletica leggera Papiermullerstrasse |

#### 11ª giornata
| Basilea 13 giugno 2011 | Gladiators Beider Basel | 28 – 20 | Bern Grizzlies | Stadio di atletica leggera Sankt Jakob |

#### 12ª giornata
| Hohenems 19 giugno 2011 | Cineplexx Blue Devils | 43 – 20 | Zürich Renegades | Stadion Herrenried |

| Berna 19 giugno 2011 | Bern Grizzlies | 3 – 35 (0-7 3-7 0-7 0-14) | Calanda Broncos | Sportplatz Schonau |
| ? Q2 ( FG ) 35yd Marcatori Gasser Q1 ( TD ) 40yd run Robinson Q1 ( pat ) Wolfe Q2 ( TD ) 35yd run Robinson Q2 ( pat ) S. Glavic Q3 ( TD ) 42yd pass from Moses Robinson Q3 ( pat ) Wolfe Q4 ( TD ) 75yd run Robinson Q4 ( pat ) Birungi Q4 ( TD ) 60yd pass from Moses Robinson Q4 ( pat ) |                | |                 |                    |
| |                | |                 |                    |
| ? Q2 (FG) 35yd | Marcatori      | Gasser Q1 (TD) 40yd run Robinson Q1 (pat) Wolfe Q2 (TD) 35yd run Robinson Q2 (pat) S. Glavic Q3 (TD) 42yd pass from Moses Robinson Q3 (pat) Wolfe Q4 (TD) 75yd run Robinson Q4 (pat) Birungi Q4 (TD) 60yd pass from Moses Robinson Q4 (pat) |                 |                    |

#### 13ª giornata
| Hohenems 25 giugno 2011 | Cineplexx Blue Devils | 42 – 20 | Bern Grizzlies | Stadion Herrenried |

| Basilea 25 giugno 2011 | Basel Meanmachine | 14 – 40 | Gladiators Beider Basel | Pruntruttermatte |

| Witikon 26 giugno 2011 | Zürich Renegades | 34 – 42 (0-13 14-0 14-14 6-15) | Calanda Broncos | Sportplatz Looren |
| Markey Q2 ( TD ) 2yd run ? Q2 ( pat ) Dericchina Q2 ( TD ) 40yd pass from Patterson ? Q2 ( pat ) Markey Q3 ( TD ) 80yd pass from Patterson ? Q3 ( pat ) Dericchina Q3 ( TD ) 80yd pass from Patterson ? Q3 ( pat ) Dericchina Q3 ( TD ) 4yd pass Marcatori Wolfe Q1 ( TD ) 92yd kickoff return Robinson Q1 ( pat ) Wolfe Q1 ( TD ) 20yd run Wolfe Q3 ( TD ) 23yd pass from Moses Chandler Q3 ( tpc ) action Wolfe Q3 ( TD ) 83yd pass from Moses Wolfe Q4 ( TD ) 12yd run Robinson Q4 ( tpc ) action S. Glavic Q4 ( TD ) 60yd run Robinson Q4 ( pat ) |                  | |                 |                   |
| |                  | |                 |                   |
| Markey Q2 (TD) 2yd run ? Q2 (pat) Dericchina Q2 (TD) 40yd pass from Patterson ? Q2 (pat) Markey Q3 (TD) 80yd pass from Patterson ? Q3 (pat) Dericchina Q3 (TD) 80yd pass from Patterson ? Q3 (pat) Dericchina Q3 (TD) 4yd pass | Marcatori        | Wolfe Q1 (TD) 92yd kickoff return Robinson Q1 (pat) Wolfe Q1 (TD) 20yd run Wolfe Q3 (TD) 23yd pass from Moses Chandler Q3 (tpc) action Wolfe Q3 (TD) 83yd pass from Moses Wolfe Q4 (TD) 12yd run Robinson Q4 (tpc) action S. Glavic Q4 (TD) 60yd run Robinson Q4 (pat) |                 |                   |

#### 14ª giornata
| Coira 2 luglio 2011 | Calanda Broncos | 74 – 0 (34-0 19-0 14-0 7-0) | Basel Meanmachine | Stadion Ringstrasse |
| Gasser Q1 ( TD ) 6yd run Robinson Q1 ( pat ) Wolfe Q1 ( TD ) 10yd run Wolfe Q1 ( TD ) 17yd pass from Moses Robinson Q1 ( pat ) S. Glavic Q1 ( TD ) 35yd pass from Moses Robinson Q1 ( pat ) S. Glavic Q1 ( TD ) 62yd interception return Robinson Q1 ( pat ) Wolfe Q2 ( TD ) 26yd pass from Moses Brisbane Q2 ( TD ) 7yd fumble return Robinson Q2 ( pat ) Gasser Q2 ( TD ) 11yd run Brisbane Q3 ( TD ) 24yd fumble return Robinson Q3 ( pat ) Wolfe Q3 ( TD ) 9yd run Robinson Q3 ( pat ) Birungi Q4 ( TD ) 81yd pass from Moses Robinson Q4 ( pat ) Marcatori |                 |                             |                   |                     |
| |                 |                             |                   |                     |
| Gasser Q1 (TD) 6yd run Robinson Q1 (pat) Wolfe Q1 (TD) 10yd run Wolfe Q1 (TD) 17yd pass from Moses Robinson Q1 (pat) S. Glavic Q1 (TD) 35yd pass from Moses Robinson Q1 (pat) S. Glavic Q1 (TD) 62yd interception return Robinson Q1 (pat) Wolfe Q2 (TD) 26yd pass from Moses Brisbane Q2 (TD) 7yd fumble return Robinson Q2 (pat) Gasser Q2 (TD) 11yd run Brisbane Q3 (TD) 24yd fumble return Robinson Q3 (pat) Wolfe Q3 (TD) 9yd run Robinson Q3 (pat) Birungi Q4 (TD) 81yd pass from Moses Robinson Q4 (pat)                                                 | Marcatori       |                             |                   |                     |

| Witikon 2 luglio 2011 | Zürich Renegades | 7 – 46 | Cineplexx Blue Devils | Sportplatz Looren |

### Classifica
La classifica della regular season è la seguente:
- PCT = percentuale di vittorie, G = partite giocate, V = partite vinte, P = partite perse, PF = punti fatti, PS = punti subiti
- La qualificazione ai playoff è indicata in verde
- L'ultima classificata sfida la vincente della Lega B per la partecipazione alla Lega Nazionale A 2012 (giallo)

| Pos. | Squadra                 | PCT   | G  | V  | P  | PF  | PS  |
| ---- | ----------------------- | ----- | -- | -- | -- | --- | --- |
| 1    | Calanda Broncos         | 1.000 | 10 | 10 | 0  | 438 | 140 |
| 2    | Cineplexx Blue Devils   | .700  | 10 | 7  | 3  | 362 | 209 |
| 3    | Gladiators Beider Basel | .600  | 10 | 6  | 4  | 304 | 266 |
| 4    | Bern Grizzlies          | .400  | 10 | 4  | 6  | 199 | 266 |
| 5    | Zürich Renegades        | .300  | 10 | 3  | 7  | 221 | 303 |
| 6    | Basel Meanmachine       | .000  | 10 | 0  | 10 | 116 | 456 |

## Playoff e playout
|  | Semifinali | Semifinali              | Semifinali              |                         |                 | Finale          | Finale | Finale |  |
|  |            |                         |                         |                         |                 |                 |        |        |  |
|  | 1          | Calanda Broncos         | 42                      |                         |                 |                 |        |        |  |
|  | 1          | Calanda Broncos         | 42                      |                         |                 |                 |        |        |  |
|  | 4          | Bern Grizzlies          | 6                       |                         |                 |                 |        |        |  |
|  | 4          | Bern Grizzlies          | 6                       |                         | Calanda Broncos | Calanda Broncos | 65     |        |  |
|  |            |                         |                         |                         | Calanda Broncos | Calanda Broncos | 65     |        |  |
|  |            |                         | Gladiators Beider Basel | Gladiators Beider Basel | 33              |                 |        |        |  |
|  | 2          | Cineplexx Blue Devils   | Gladiators Beider Basel | Gladiators Beider Basel | 33              | 15              |        |        |  |
|  | 2          | Cineplexx Blue Devils   |                         |                         |                 |                 |        |        |  |
|  | 3          | Gladiators Beider Basel | 26                      |                         |                 |                 |        |        |  |

### Semifinali
| Landquart 9 luglio 2011 | Calanda Broncos | 42 – 6 (7-0 15-0 7-6 13-0)          | Bern Grizzlies | Sportplatz Ried |
| Birungi Q1 ( TD ) 38yd pass from Moses Robinson Q1 ( pat ) Chandler Q2 ( TD ) 23yd pass from Moses Robinson Q2 ( pat ) Wolfe Q2 ( TD ) 13yd run Robinson Q2 ( tpc ) Wolfe Q3 ( TD ) 10yd pass from Moses Robinson Q3 ( pat ) Wolfe Q4 ( TD ) 1yd run Robinson Q4 ( pat ) Gasser Q4 ( TD ) 11yd run Marcatori Meier Q3 ( TD ) 10yd pass from Curley |                 |                                     |                |                 |
| |                 |                                     |                |                 |
| Birungi Q1 (TD) 38yd pass from Moses Robinson Q1 (pat) Chandler Q2 (TD) 23yd pass from Moses Robinson Q2 (pat) Wolfe Q2 (TD) 13yd run Robinson Q2 (tpc) Wolfe Q3 (TD) 10yd pass from Moses Robinson Q3 (pat) Wolfe Q4 (TD) 1yd run Robinson Q4 (pat) Gasser Q4 (TD) 11yd run                                                                       | Marcatori       | Meier Q3 (TD) 10yd pass from Curley |                |                 |

| Hohenems 10 luglio 2011 | Cineplexx Blue Devils | 15 – 26 | Gladiators Beider Basel | Stadion Herrenried |

### Playout
| 9 luglio 2011 | Bienna Jets | 40 – 34 | Basel Meanmachine |  |

### XXVI Swiss Bowl
| Winterthur 16 luglio 2011 | Calanda Broncos | 65 – 33 (28-7 10-6 14-14 13-6) | Gladiators Beider Basel | Stadion Schützenwiese |
| S. Glavic Q1 ( TD ) 50yd pass from Barnes Lutscher Q1 ( TD ) 51yd pass from Barnes Gasser Q1 ( TD ) 18yd run Lutscher Q1 ( tpc ) Gasser Q1 ( TD ) 7yd run Lutscher Q1 ( tpc ) Robinson Q2 ( FG ) 37yd Lutscher Q2 ( TD ) 10yd pass from Barnes Robinson Q2 ( pat ) Lutscher Q3 ( TD ) 34yd pass from Barnes Robinson Q3 ( pat ) Birungi Q3 ( TD ) 27yd pass from Barnes ? Q3 ( pat ) Lutscher Q4 ( TD ) 4yd pass from Barnes Robinson Q4 ( pat ) Birungi Q4 ( TD ) 25yd pass from Moses Marcatori Thompson Q1 ( TD ) 4yd run Zerkowski Q1 ( pat ) Pervis Q2 ( TD ) 10yd pass from Thompson Pervis Q3 ( TD ) 10yd pass from Thompson Zerkowski Q3 ( pat ) George Q3 ( TD ) 34yd pass from Thompson Zerkowski Q3 ( pat ) George Q4 ( TD ) 7yd pass from Thompson |                 | |                         |                       |
| |                 | |                         |                       |
| S. Glavic Q1 (TD) 50yd pass from Barnes Lutscher Q1 (TD) 51yd pass from Barnes Gasser Q1 (TD) 18yd run Lutscher Q1 (tpc) Gasser Q1 (TD) 7yd run Lutscher Q1 (tpc) Robinson Q2 (FG) 37yd Lutscher Q2 (TD) 10yd pass from Barnes Robinson Q2 (pat) Lutscher Q3 (TD) 34yd pass from Barnes Robinson Q3 (pat) Birungi Q3 (TD) 27yd pass from Barnes ? Q3 (pat) Lutscher Q4 (TD) 4yd pass from Barnes Robinson Q4 (pat) Birungi Q4 (TD) 25yd pass from Moses | Marcatori       | Thompson Q1 (TD) 4yd run Zerkowski Q1 (pat) Pervis Q2 (TD) 10yd pass from Thompson Pervis Q3 (TD) 10yd pass from Thompson Zerkowski Q3 (pat) George Q3 (TD) 34yd pass from Thompson Zerkowski Q3 (pat) George Q4 (TD) 7yd pass from Thompson |                         |                       |

## Verdetti
- Calanda Broncos Campioni di Svizzera 2011
- Basel Meanmachine relegati in Lega B 2012